# Amphipsylla transcaucasica
Amphipsylla transcaucasica är en loppart som beskrevs av Ioff 1953. Amphipsylla transcaucasica ingår i släktet Amphipsylla och familjen smågnagarloppor. Inga underarter finns listade i Catalogue of Life.